# Winthemia datanae
Winthemia datanae là một loài ruồi trong họ Tachinidae.